# Historiografía soviética
La historiografía soviética es la forma cómo la historia fue escrita por parte de los historiadores soviéticos durante la existencia de la antigua Unión Soviética. Incluye también la práctica de historiadores actuales que estudian el período desde la perspectiva de los historiadores soviéticos. Se caracterizada por la alternancia de períodos de libertad y de restricción impuestas por el Partido Comunista, así como, por la lucha de los historiadores soviéticos para llevar a cabo sus estudios a partir de sus propias estimaciones.

## Enfoques teóricos
Filosófica y metodológicamente, la historiografía soviética se circunscribe dentro una corriente conocida como materialismo histórico, que forma parte de la concepción marxista de la historia y la sociedad. Desde este punto de vista, el concepto de lucha de clases es de central importancia, pues es concebido como el motor de la historia. Otro de sus temas centrales es la historia del Partido Comunista de la URSS, desde los tiempos de Lenin.
De acuerdo a Georges M. Enteen, existirían dos grandes enfoques en el estudio de la historiografía soviética. Por un lado, un enfoque totalitario, que se relaciona con los estudios que en Occidente se hacen de la Unión Soviética, considerándola una sociedad totalitaria controlada por el Comité Central del Partido Comunista. Este enfoque considera que las señas de disidencia solo indicarían una interpretación errónea de la versión oficial.
En este sentido, uno de los factores habría influenciado el trabajo de los historiadores soviéticos era el control ejercido por las autoridades, destinada a promover una versión oficial de la historia, en concordancia con las posiciones del régimen.
Por ejemplo, se declaró formal y oficialmente que la «Gran Revolución Socialista de Octubre había dado inicio a una nueva época en la civilización humana», al igual que la Revolución francesa lo había hecho a partir de 1789.

## Evolución histórica
De acuerdo a la visión del historiador australiano Roger Markwirck, existen numerosos movimientos historiográficos de la posguerra, cuyos antecedentes se encuentran en la historiografía soviética de los años 1920 y 1930. Sorprendentemente, ellos incluyen las visiones culturalistas y psicológicas enfocadas a la historia.
Hacia fines de la década de 1920, el naciente estalinismo comenzó a limitar estos puntos de vista individualistas, culminando con la publicación por parte de Stalin y otros, del célebre Curso breve de historia del Partido Comunista de la Unión Soviética, en 1938.
En él se cristaliza la piatichlenka o los cinco momentos en que se dividía la historia mundial, en términos de una vulgarización del materialismo dialéctico:
1. el comunismo primitivo
2. la esclavitud
3. el feudalismo
4. el capitalismo y
5. el socialismo.[7]

Si bien, a partir de los años 1930 el enfoque estalinista de la historia se estaba imponiendo, de todos modos emergían modos diferentes de ver la historia. Entre ellos
Borís Aleksándrovich Románov (1889-1957), quien en 1947 publicó un estudio sobre la gente y las costumbres en la antigua Rusia, en el tiempo de la doctrina Zhdánov. Sin embargo, no fue sino hasta el 20.º Congreso del PCUS en 1956, en el cual Nikita Jrushchov denunció los graves excesos cometidos durante el régimen de Stalin, que las diferentes escuelas de la historia comenzaron a surgir de la congelación de estalinista. En primer lugar, se experimentó un «nuevo rumbo» en el materialismo leninista surgido como una oposición al materialismo dialéctico estalinista; en segundo lugar, surgió una psicología social de la historia a través de una lectura de la psicología leninista; y en tercer lugar surgieron tendencias «culturalistas».
Hasta la muerte de Iósif Stalin en 1953 prácticamente no existía ningún escrito oficial sobre la convulsionada historia política reciente del país, y la mayoría de los líderes que habían participado de la revolución rusa de 1917, comenzando por León Trotski, se habían transformado en «no personas» (innombrables) durante el régimen estalinista, por lo que no podían ser mencionados en ningún impreso ni en ningún artículo de prensa.
Así fue que Jrushchov desacopló a Lenin de Stalin, permitiendo a los historiadores soviéticos escribir libros y artículos de mayor diversidad que los publicados durante la anterior era de Stalin. Las reformas implementadas en la narración y escritura de la historia fueron oficialmente presentadas como un intento de volver a las «normas leninistas».
A partir de entonces fue posible hacer referencia a figuras como León Trotski y Grigori Zinóviev.
Por su parte, la posterior era de Brézhnev vio el surgimiento del fenómeno samizdat (la circulación de copias manuscritas o mecanografiadas de obras oficialmente prohibidas en la URSS) y del tamizdat (la publicación ilegal en el extranjero de obras ideológicamente sensibles para el régimen soviético). Los tres principales disidentes soviéticos de esa época fueron Aleksandr Solzhenitsyn, Andréi Sájarov y Roy Medvédev.
Entre los autores de la variante tamizdat, Solzhenitsyn llegó a convertirse en el más famoso, habiendo publicado clandestinamente su provocativa obra Archipiélago Gulag en Occidente a partir de 1973. Por su parte, la obra de Medvédev Dejemos que la historia juzgue: los orígenes y las consecuencias del estalinismo ya había sido publicada en el extranjero en 1971.
Ninguno de ellos pudo publicar sus obras dentro de la Unión Soviética hasta el advenimiento de las políticas de glásnost y perestroika, lanzadas por el líder Mijaíl Gorbachov en la segunda mitad de la década de 1980.

## La línea oficial del Partido Comunista
“Los historiadores son peligrosos y capaces de poner todo cabeza abajo. Deben ser vigilados.”
Nikita Jrushchov, Primer Secretario del Partido Comunista de la Unión Soviética, en 1956.

La historiografía oficial soviética ha sido severamente criticada por parte de algunos especialistas, principalmente ―pero no sólo― desde fuera de la URSS. Su status de supuestamente “académica” siempre ha sido cuestionado, y a veces ha sido descalificada como mera ideología y pseudociencia.

Como un todo, un terror de Estado sin precedentes debían parecer necesarios en los ideológicamente motivados intentos de transformar una sociedad masiva y rápidamente, contra sus posibilidades naturales. Una falsificación paralela tuvo lugar, y en una escala apenas creíble, en virtualmente cada esfera abordada por la historiografía soviética.
Robert Conquest, historiador británico

Los hechos y estadísticas reales pasaron a formar de una suerte de “reino de fantasía”. La historia soviética en general, en especial la del Partido Comunista fue especialmente reescrita. Las denominadas “no personas” simplemente desaparecían sin más de los registros oficiales. Un nuevo pasado, así como un nuevo presente fue impuesto en las mentes cautivas de la población soviética, como sería, por supuesto, admitido cuando la verdad emergió a fines de la década de 1980,
como consecuencia directa del relajamiento de la censura derivado de la política de glásnost (“transparencia”) lanzada por el entonces líder soviético Mijaíl Gorbachov. Tal crítica parte del concepto de que, en la Unión Soviética, la ciencia estaba lejos de ser independiente.
Desde fines de la década de 1930, la historiografía oficial soviética consideraba que la línea del Partido y la realidad eran una sola (y ante cualquier desavenencia la ortodoxia partidaria debía necesariamente imponerse y prevalecer).
Como tal, si era una “ciencia”, lo era claramente al servicio de una determinada agenda política e ideológica, usual comúnmente usando el denominado revisionismo histórico negacionista.
Durante la década de 1930, los archivos históricos fueron cerrados y la investigación original fue severamente restringida. En esa época se les comenzó a requerir a los historiadores que complementasen o sazonasen sus obras con referencias ―apropiadas o no― a Iósif Stalin y a otros “clásicos marxistas-leninistas”, además de pasar la prueba ―tal como lo prescribía el propio Partido― sobre figuras históricas rusas prerrevolucionarias.
Las historia oficial aprobada por el Estado estaba abiertamente sujeta a la manipulación política y propagandística, similar a lo que sucedía con la filosofía, con el denominado realismo socialista y con varios campos dentro de la investigación científica. El Partido, fuente de “sabiduría” derivada de los principios supuestamente científicos del marxismo (presentado a su vez como la “ciencia social definitiva”), era infalible y no podía jamás estar equivocado, por lo que la realidad debía conformarse a su línea o a sus principios doctrinarios (y no al revés, como sería mucho más lógico). El mismo Lenin había dicho al respecto “pues lo siento por la realidad”.[cita requerida] Cualquier otra historia alternativa y no enteramente conformista con el status quo debía ser totalmente eliminada, además de que el cuestionamiento a la historia oficial era ilegal.
Muchas obras de historiadores occidentales estaban prohibidas o eran parcialmente censuradas. También fue prohibida la realización de investigaciones en varias áreas o campos específicos de la historia, ya que se trataba de hechos que oficialmente “nunca habían sucedido”. Como tal, permaneció fuera de la historiografía internacional del período, es decir fuera de la de “corriente principal” (mainstream). En particular, las traducciones de obras de historiografía extranjera eran frecuentemente editadas de una manera trunca y sesgada, acompañadas de una extensa censura y de notas al pie supuestamente “correctoras”. Por ejemplo, en la traducción soviética de 1976 de la “Historia de la Segunda Guerra Mundial” del historiador británico Basil Liddell Hart, fueron directamente censurados varios importantes hechos históricos, entre los cuales se destacaban: las purgas de oficiales del Ejército Rojo (que les costaron la vida a unos 5/8 de ellos, entre ellos al notable mariscal Mijaíl Tujachevski), el Protocolo adicional secreto del Pacto Mólotov-Ribbentrop, la masacre de Katyn, varios detalles de la Guerra de Invierno de 1940 de la URSS contra Finlandia y la intempestiva anexión estalinista de las repúblicas bálticas de Estonia, Letonia y Lituania (nunca reconocidas como de jure por parte de los sucesivos gobiernos estadounidenses), la ocupación soviética de los territorios de Besarabia y de Bukovina del Norte, la ayuda de los aliados occidentales a la URSS a través del Mar del Norte y el Océano Glacial Ártico, los esfuerzos bélicos de estos últimos contra los nazis, las críticas hacia la URSS en general y los errores y fracasos cometidos por Stalin y otros dirigentes soviéticos (que llegaron a comprometer por momentos el triunfo de la URSS en la Gran Guerra Patria o el Frente Oriental).
La versión oficial de la historia soviética tendía a ser cambiada luego de los cambios políticos, en particular a partir del deshielo de Jrushchov (1956-1964), pero también durante el posterior régimen de Leonid Brézhnev. Los líderes previos tendían a ser denunciados de alguna u otra forma, mientras que los del momento eran usualmente ensalzados en mayor o menor medida mediante el denominado culto a la personalidad. Los libros de texto eran periódicamente reescritos y readaptados a la ortodoxia ideológica oficial de cada período. Por ejemplo, luego de la expulsión de León Trotski del Partido y del país, este virtualmente desapareció de la historia soviética, a pesar de haber sido el organizador del Ejército Rojo inicial y hasta la mano derecha de Lenin durante el período de la Revolución de Octubre. Otro caso, varias décadas posterior, es el del líder comunista chino Mao Tse-tung: luego de la cisma chino-soviético de comienzos de la década de 1960, éste ya no era visto como una gran figura o un aliado sino más bien como un hereje ideológico o “villano”, y así comenzó a constar en la bibliografía oficial soviética.
Algunos períodos de la historia se volvieron poco convenientes por razones políticas, por lo que la información disponible respecto de ellos devino en particularmente poco confiable. Eventos históricos enteros podían ser oficialmente borrados, como si directamente no hubiesen sucedido, si no estaban estrictamente de acuerdo con la línea ideológica trazada por el Partido (la cual usualmente tendía a cambiar a partir del cambio del líder supremo del Estado). Por ejemplo, hasta 1989 los dirigentes e historiadores soviéticos, a diferencia de sus colegas occidentales, habían directamente negado la existencia del protocolo adicional secreto del Pacto Mólotov-Ribbentrop de 1939 (la que sólo sería efectivamente reconocida a fines de la década de 1980, en tiempos de Mijaíl Gorbachov). Por lo tanto, se encuentra absolutamente sesgado ya desde su inicio cualquier estudio oficial soviético sobre las causas o los orígenes del estallido de la Segunda Guerra Mundial y sobre las relaciones soviético-alemanas anteriores a 1941 (cuando los ejércitos nazis del dictador Adolf Hitler invadieron la URSS a partir de la Operación Barbarroja).
En otro ejemplo, la guerra polaco-soviética de 1919-1920 y la invasión soviética de Polonia de 1939 fueron muy censuradas o virtualmente eliminadas en la mayoría de las publicaciones específicas, y cualquier investigación al respecto de esos oficialmente inexistentes hechos fue suprimida, para así reforzar la supuesta “fraternidad” ideológica entre el régimen soviético y Polonia
(el más importante satélite soviético de la posguerra).
De manera similar, la colectivización, las deportaciones masivas y las matanzas de pequeñas minorías nacionales en el Cáucaso o la desaparición de los tártaros de Crimea no son mencionados como “factores dignos de mención”. Los historiadores soviéticos también se involucraron en la falsificación de otros notables hechos, por ejemplo la historiografía oficial soviética falsamente alegaba que la masacre de Katyn había sido realizada por militares nazis y no por soviéticos, como efectivamente había sucedido.
Otro ejemplo es el caso de los antiguos prisioneros de guerra soviéticos que regresaban desde la vencida y ocupada Alemania nazi; algunos de ellos fueron tratados como (si hubiesen sido) traidores y detenidos en campos de trabajo forzado del sistema Gulag durante varios años, pero esa política fue durante décadas minimizada o directamente negada por parte de los historiadores oficiales soviéticos. Respecto al desconocimiento de este hecho histórico algunos modernos académicos occidentales han notado que “En el pasado, los historiadores soviéticos se involucraron en gran parte en una campaña de desinformación acerca de la [verdadera] extensión del problema de los prisioneros de guerra”.

## Influencia del marxismo teórico
Los problemas de la historiografía soviética son los problemas de nuestra ideología comunista”

Anna Pankrátova (académica soviética), 1956

Un factor importante que influía en la poca confiabilidad de la historiografía soviética era que la interpretación oficial de los escritos marxistas predeterminaba en gran medida las investigaciones que podían realizar los historiadores. Debido a eso, los historiadores soviéticos no podían ofrecer explicaciones no marxistas en sus teorías, incluso en las ocasiones en los que estas últimas encajaban (bastante) mejor con la realidad.
La conformación de la Unión Soviética fue oficialmente presentada como el evento más importante en la historia humana, a partir de la teoría marxista del materialismo histórico. Esta última identifica la propiedad de los medios de producción como los principales determinantes del devenir del proceso histórico. Ellos derivaban el paulatino surgimiento de clases sociales eventualmente antagónicas, y la lucha de clases era el “motor” de la historia (o, al decir del propio Karl Marx, era “la partera de la historia”). Según esta particular concepción, la evolución sociocultural de las diferentes sociedades (en particular las europeas) tenía que inevitablemente progresar desde la esclavitud, a través del feudalismo y capitalismo, hacia el comunismo “definitivo”. Aún más, el Partido Comunista de la URSS se convirtió en el protagonista excluyente de la historia, como la “vanguardia [organizada] de la clase trabajadora”, según la concepción teórica al respecto desarrollada por Lenin ya durante el período pre-revolucionario. De aquí que los líderes del Partido reclamasen para sí la infalibilidad ideológica o doctrinaria (como si se hubiese tratado de “papas ateos”) y poderes ilimitados para ejercer sus respectivos regímenes.
También se afirmaba que la URSS, en tanto “primer Estado proletario del mundo”, sería el modelo a seguir por los revolucionarios marxistas de todo el mundo, hasta la victoria definitiva e inevitable del comunismo a escala mundial. Toda la investigación histórica o sociológica debía estar basada en esas inconmovibles asunciones previas, no pudiendo divergir en sus eventuales hallazgos.
Este sesgado análisis marxista también ha sido criticado, por ejemplo, por asignarles a las rebeliones romanas las características de una revolución social, o por errores en la comparación de recientes desarrollos en la URSS con aquellos de los países occidentales (por ejemplo, que la Unión Soviética había en gran medida “saltado” el período de desarrollo capitalista requerido por la teoría marxista original antes de que el socialismo y ―posteriormente― el comunismo pudiesen ser alcanzados.) Con frecuencia, la propia tendenciosidad marxista y las demandas de la propaganda política se mezclaban o combinaban: de aquí que las rebeliones campesinas contra el temprano régimen soviético fueron simplemente ignoradas, ya que eran políticamente inconvenientes, al contradecir las teorías marxistas al respecto.

## Confiabilidad de los datos estadísticos
“La cifra engañosa”, traducción del nombre del muy citado artículo Lukávaya Tsifra
Periodista Vasilii Seliunin y economista Grigorii Janin (o Khanin), en la revista literaria soviética Novy Mir, febrero de 1987, #2: 181-202.

La calidad de los datos publicados en la Unión Soviética (tanto en relación con la confiabilidad de los mismos como a su precisión) era otro de los temas que solía ser traído a colación por los sovietólogos occidentales, en particular en lo que se refería a la utilización de los mismos parea realizar investigaciones históricas.
El Partido consideraba que la estadística era una ciencia social (a pesar de estar muy emparentada con la matemática), por lo que estaba totalmente abierta a ser infiltrada por los postulados marxistas. Además muchas de las aplicaciones de aquella estaban restringidas, en particular durante la era de Iósif Stalin, ya que bajo el sistema de planificación centralizada, nada podía suceder por accidente
o ser dejado al azar. Incluso algunos conceptos matemáticos ya para entonces absolutamente aceptados fuera de la URSS, como a la ley de los grandes números y el desvío estándar fueron declaradas por decreto como “falsas teorías”.
Las publicaciones académicas que versaban sobre la estadística fueron cerradas y algunos estadísticos de fama mundial como Andréi Kolmogórov o Yevgueni Slutski se vieron obligados a abandonar sus trabajos o investigaciones en ese campo.
Al igual de lo que solía suceder con la historiografía soviética en general, la confiabilidad de los datos estadísticos oficiales variaba de período en período.
Tanto la primera década revolucionaria y como período de la posterior dictadura estalinista se ven particularmente problemáticos con respecto a la confiabilidad de sus datos estadísticos. En relación con este prolongado último período, muy pocas series estadísticas fueron publicadas entre 1936 y 1956, años enmarcados entre la Gran Purga estalinista, la invasión nazi de 1941 que desencadenó la Gran Guerra Patria, la muerte del propio Stalin en 1953 y la denuncia que de éste hizo su sucesor Nikita Jrushchov (1956). La confiabilidad de los datos mejoró luego del denominado “deshielo” cultural iniciado en este último año, cuando se publicaron series estadísticas previamente perdidas y algunos expertos soviéticos reajustaron otras correspondientes a la anterior era de Stalin. No obstante, la calidad de dicha documentación se ha estado deteriorando con el paso del tiempo.
Mientras que algunos investigadores dicen que a veces los antiguos datos estadísticos soviéticos son útiles para realizar investigaciones históricas (como los datos económicos inventados para intentar demostrar los supuestos éxitos de la industrialización soviética) o algunas cifras oficiales publicadas acerca del número (aproximado) de prisioneros en los campos de trabajo forzado del sistema Gulag o las víctimas de la Gran Purga o el Gran Terror, Conquest alega que estos últimos bien podrían haber sido completamente inventados por las autoridades. Existe poca evidencia de que las estadísticas hayan sido falsificadas con el propósito de confundir a los sovietólogos (analistas occidentales especializados en la URSS).
Los datos eran falsificados tanto durante la etapa de recolección de los mismos ―por autoridades locales que serían juzgadas por los planificadores centrales a partir de su supuesto cumplimiento de sus metas locales, respecto de las prescripciones del centralizado plan nacional― y por la propia propaganda interna, con el evidente objetivo de mostrar al Estado soviético de la mejor manera posible ante sus propios ciudadanos.
Sin embargo, la política de son publicar ―o simple y directamente no recolectar― los datos que se consideraban no convenientes o no deseables por varias razones era mucho más común que la lisa y llana falsificación; de aquí que existiesen varios agujeros en las series estadísticas soviéticas. La documentación inadecuada ―o directamente la falta de la misma― en relación con los datos estadísticos soviéticos era otro problema significativo.

## La falsificación de la historia como base para la represión política
Las narraciones históricas deliberadamente falsas eran con frecuencia usadas en conjunción con medidas represivas y a veces usadas como pretendido fundamento de teorías jurídicas emanadas de las cortes y organismos de seguridad de la URSS. Por ejemplo, una de las supuestas razones de la eliminación sistemática de los ministros estonios anteriores a la ocupación soviética de 1940 era la idea que el legítimo gobierno de Estonia posterior al Imperio ruso había sido bolchevique, el cual había sido ilegalmente derrocado por reaccionarios con el apoyo de algunos ejércitos extranjeros.
Sobre esa base, cualquiera que hubiese estado trabajando en una oficina estatal o pública estonia antes de la ocupación soviética de 1940 podía verse sujeto a ser condenado por supuestas “actividades antisoviéticas”.

## Credibilidad
No todas las áreas de la historiografía soviética se vieron afectadas por las “anteojeras ideológicas” del régimen soviético, las cuales a su vez solían variar con el paso del tiempo. El grado de ideologización de las diferentes áreas de la historia también solía variar. Pero la situación se daba naturalmente, respecto de los siglos XIX y XX. El primero correspondía a la época en que vivió Karl Marx, e incluyó el surgimiento de las primeras luchas obreras frente al ya para entonces consolidado capitalismo “burgués” en Europa Occidental. El XX corresponde al del surgimiento de la propia Unión Soviética. No obstante, a pesar de este por momentos extremo sesgo ideológico que incluía distorsiones y omisiones deliberadas, por otro lado la historiografía oficial de la URSS también ha producido un cuerpo (corpus) teórico importante en otras áreas, que aún continúa siendo utilizado en investigaciones actuales.
Por ejemplo, las obras relacionadas con la historia de Bizancio editadas y publicadas originalmente en la Unión Soviética, aún son estimadas y consideradas de calidad académica aceptable.[cita requerida]

## Historiadores soviéticos
Mijaíl Pokrovski (1862-1932) se encontraba entre los historiadores soviéticos de mayor reputación durante los primeros años de la URSS y fue elegido miembro de la Academia Soviética de Ciencias en 1929. Él enfatizaba la teoría marxista, minimizando el rol del individuo en favor de la economía (y dentro de ella fundamentalmente la lucha de clases) como la principal fuerza del avance de la historia. Sin embargo, póstumamente Pokrovsky fue acusado de haber practicado un “sociologismo vulgar” por el régimen estalinista, y sus libros fueron prohibidos. Luego de la muerte de Iósif Stalin y a partir de la denuncia oficial de los grandes excesos cometidos por el fallecido dictador en 1956 (hecho que daría origen al denominado deshielo de Jrushchov), los trabajos de Pokrovsky recuperaron un poco de su anterior influencia. No obstante, cuando Eduard Burdzhálov, entonces subdirector de la más importante publicación académica soviética de historia Voprosy istórii (Problemas de Historia), publicó en la primavera de 1956 un gran artículo examinando el rol que habían tenido los principales actores bolcheviques durante las revoluciones de febrero y de octubre de 1917, fue relegado y desplazado hacia un puesto de importancia menor. Resulta que el escrito en cuestión demostraba que Stalin había sido un aliado de Kámenev, quien por su parte había sido sumariamente ejecutado como un (supuesto) traidor en 1936, y que el mismísimo Lenin había sido un compañero cercano de Zinóviev, quien había corrido la misma suerte durante ese año.

## Influencia de la historiografía soviética en la Rusia contemporánea
Un relativamente nuevo libro, publicado en Rusia durante 2006 y titulado Historia moderna de Rusia (1945-2006): manual para maestros de historia
ha recibido un significativo grado de atención, luego de haber sido públicamente apoyado por el presidente y primer ministro Vladímir Putin durante una conferencia para maestros de historia. En esa ocasión, Putin afirmó que “no podemos permitir que nadie nos imponga un sentimiento de culpabilidad sobre nosotros”.[cita requerida] y que el nuevo manual ayuda a presentar una más balanceada o equilibrada visión de la historia rusa que aquella promovida por Occidente.[cita requerida] El libro reconoce las represiones llevadas a cabo por Iósif Stalin y por otros líderes soviéticos, pero argumenta que “eran un mal necesario en respuesta a una Guerra Fría comenzada por los Estados Unidos contra la Unión Soviética”.[cita requerida] Por otro lado, la obra también cita una entonces reciente encuesta de opinión realizada en Rusia que le otorgó al fallecido dictador Iósif Stalin un índice de aprobación del orden del 47%, además de afirmar que la “La URSS no era una democracia, pero fue un ejemplo para millones de personas alrededor del mundo de la mejor y más justa sociedad”[cita requerida]
La tradicional revista especializada británica The Economist argumenta que el libro está inspirado en la anterior historiografía soviética en lo que respecta a su tratamiento de la pasada Guerra Fría, al afirmar que éste fue iniciada por los [unos hostiles o agresivos] Estados Unidos y que la Unión Soviética estaba actuando en [legítima] autodefensa, además de que la URSS no perdió ese enfrentamiento bipolar indirecto sino más bien que voluntariamente decidió ponerle fin. Según The Economist, un “rabioso antioccidentalismo es el leitmotiv de la ideología [del libro]”.
En 2009 el presidente Dmitri Medvédev creó la denominada “Comisión de la Verdad Histórica” con el propósito de contrarrestar propaganda antirrusa. Oficialmente la misión de este organismo es “defender a Rusia contra los falsificadores de la historia y aquellos que niegan la contribución soviética a la victoria en la Segunda Guerra Mundial”.
También, el partido Rusia Unida (el de Putin y Medvédev) ha propuesto un proyecto de ley que pretende imponer una pena de 3 a 5 años de prisión “para cualquiera en la antigua Unión Soviética condenado por haber rehabilitado el nazismo”
El 19 de febrero de 2013 el presidente Vladímir Putin encargó la elaboración de unos manuales de historia únicos, de momento sólo para colegios, que contribuyan a "demostrar que el destino de Rusia se ha ido formando por la unión de distintos pueblos, tradiciones y culturas".

## En la cultura popular occidental y rusa
El sistema soviético, con su práctica historiográfica oficial de pretender escribir la historia de manera tendenciosa y omisiva, le sirvió de inspiración al escritor británico George Orwell para concebir el denominado Ministerio de la Verdad y otros conceptos semejantes en su clásica novela distópica 1984 (1948) y para otra de sus obras más conocidas, Rebelión en la granja (Animal farm, 1945).
En Rusia se ha acuñado la expresión jocosa "nuestro pasado impredecible"
para describir los tumbos que sigue dando la historiografía patria.